# صحن جمهوری اسلامی

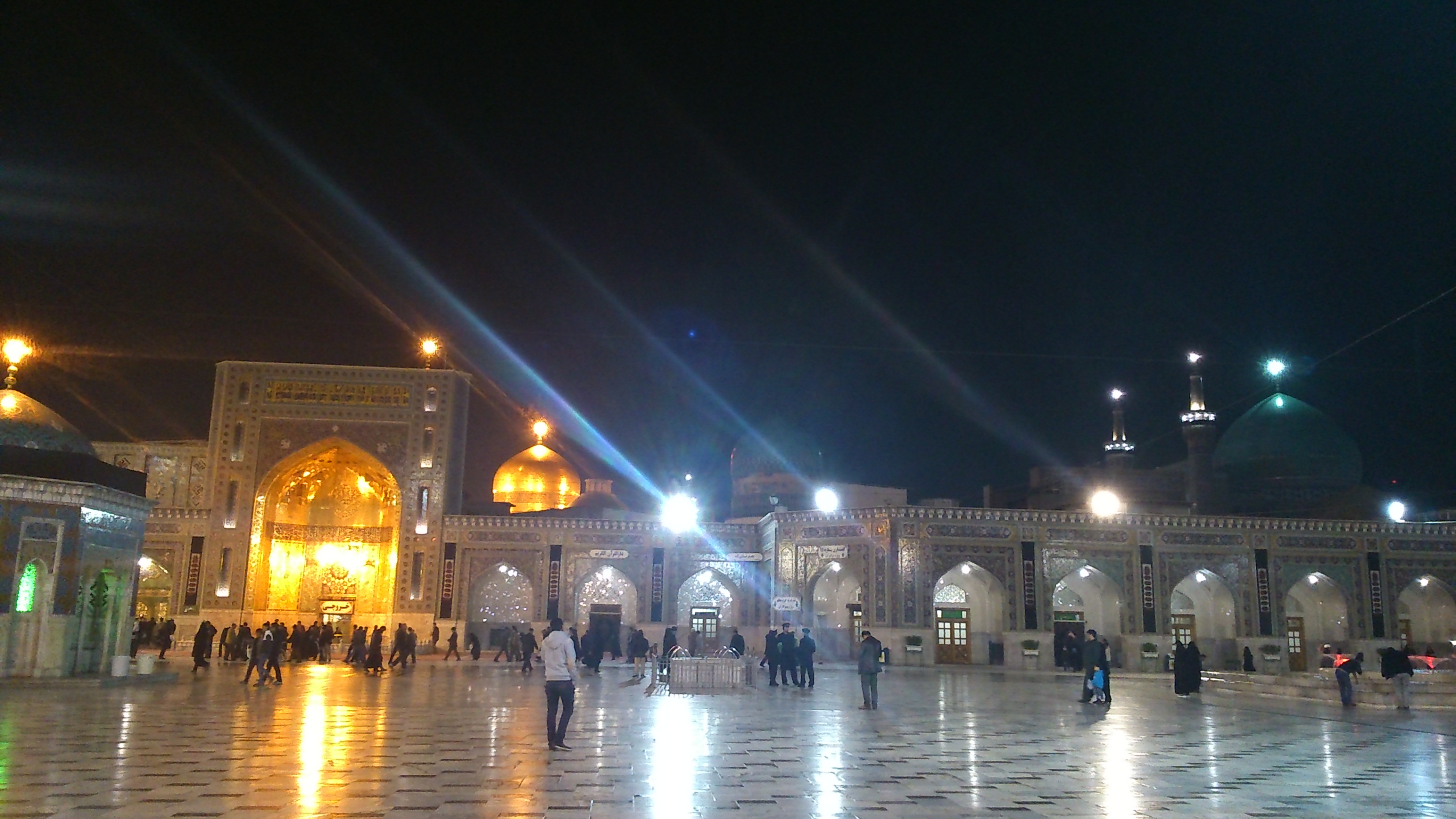
از راست به چپ: در بالا گنبد فیروزه‌ای و گلدسته‌های مسجد گوهرشاد، گنبد طلایی حرم و ایوان طلا، در میانهٔ صحن حوض بزرگ، ساعت خورشیدی و سقاخانه

صحن جمهوری اسلامی (در گفتار عام: صحن جمهوری) از صحن‌های حرم امام رضا است که در غرب حرم قرار دارد. این صحن در سال ۱۳۶۸ به بهره‌برداری رسیده‌است.

## تاریخچه و دسترسی
خاک‌برداری و اجرای عملیات ساخت صحن جمهوری اسلامی در سال ۱۳۶۰ آغاز شد و در سال ۱۳۶۸ به بهره‌برداری رسید. ورودی غربی صحن از سوی سردر غربی حرم در ابتدای خیابان شیرازی، ورودی شمالی آن از بست شیخ طوسی، ورودی جنوب غربی و جنوبی آن از صحن غدیر و صحن پیامبر اعظم و ورودی جنوب شرقی آن از بست شیخ بهایی است. هم‌چنین صحن جمهوری از ایوان طلا در ضلع شرقی به رواق دارالولایه متصل می‌شود که در نزدیکی ضریح قرار دارد.

## مشخصات
صحن جمهوری اسلامی به صورت طرح شکسته شامل دو مستطیل ساخته شده‌است. طول صحن حدود ۱۲۰ متر، عرض مستطیل بزرگتر ۷۵ متر و عرض مستطیل کوچکتر ۵۰ متر است. چهار سردر و ایوان در چهار ضلع صحن ساخته شده‌اند. ۳۰ حجره و ۴۶ غرفه نیز در ضلع‌های صحن ایجاد شده‌اند. هم‌چنین سقاخانه، ساعت خورشیدی و حوض بزرگی در وسط صحن قرار دارد.

### ایوان‌ها
ایوان شرقی (باب الولایه)این ایوان که ایوان طلا نیز نامیده می‌شود، متصل به رواق دارالولایه است. پنجرهٔ فولاد صحن جمهوری در کنار این ایوان قرار داشت که در مهر ۱۳۹۵ به درگاه کناری جابجا شد.
ایوان شمالی (باب العلم)این ایوان به بست شیخ طوسی متصل است و گلدستهٔ طلایی به ارتفاع ۳۰ متر بر فراز آن ساخته شده‌است.
ایوان غربی (باب الغدیر)این ایوان یکی از ورودی‌های اصلی حرم از سوی خیابان شیرازی است. هم‌چنین ورودی آرامگاه بهشت ثامن الائمه ۳ از این ایوان است. شماری از کشته‌شدگان انفجار حرم در سال ۱۳۷۳ در این آرامگاه دفن شده‌اند.
ایوان جنوبی (باب الشهاده)روی این ایوان نیز گلدستهٔ طلایی قرینه ایوان شمالی بنا شده‌است.

### ساعت خورشیدی
یک ساعت خورشیدی در وسط صحن جمهوری اسلامی قرار دارد که نشان دهندهٔ شاخص ظهر شرعی است. ساعت از سنگ یکپارچه‌ای ساخته شده‌است و اعداد روی آن، نشان دهندهٔ ساعات پیش و پس از ظهر شرعی به افق مشهد هستند.

### سقاخانه
سقاخانه صحن جمهوری روبروی ایوان طلا قرار دارد. پلان این سقاخانه مربع است و زیر سقفی گنبدی‌شکل قرار دارد. ۲۴ شیر این سقاخانه دارای چشم الکترونیک هستند.

## آرامستان ثامن الائمه
آرامستان ثامن الائمه، با نام بهشت ثامن الائمه یکی از آرامستان‌های حرم امام رضا می‌باشد. این آرامستان در صحن جمهوری اسلامی واقع می‌باشد.
- بخشی از کشته‌شدگان عاشورای سال ۱۳۷۳ که در انفجار حرم کشته شدند.
- جانباختگان فاجعه منا، محسن حاجی‌حسنی کارگر، جواد نمازی
- سیده طیبه ابطحی، همسر سید عبدالکریم هاشمی‌نژاد، غلامحسین ابراهیمی